# Wilhelm I av Boulogne
Wilhelm I av Boulogne, född 1137, död 1159, var regerande greve av Boulogne från 1153 till 1159.